# فرانك جاي هاينز
فرانك جاي هاينز (بالإنجليزية: Frank Jay Haynes)‏ هو مصور أمريكي، ولد في 28 أكتوبر 1853، وتوفي في 10 مارس 1921.

## روابط خارجية
- فرانك جاي هاينز على موقع ديسكوغز (الإنجليزية)